# The Crane
The Crane, nom que donaren els nord-americans a Tarhe (Detroit, 1742-1818), cap dels hurons d'Ohio, va lluitar contra els colons que atacaren les terres des del 1763, i col·laborà a vèncer els blancs a Point Pleasant, però fou derrotat a Fallen Timbers. Tot i això, sempre fou partidari de fer la pau amb els blancs. A la Guerra del 1812 va donar suport als nord-americans contra els anglesos.